# Allianz Stadion
Pour les articles homonymes, voir Allianz (stade).
L'Allianz Stadion est un stade de football situé à Hütteldorf dans le quatorzième arrondissement de Vienne dont le club résident est le Rapid Vienne.
Le stade dispose d'une capacité de 28 000 spectateurs pour les matchs de Bundesliga, et de 24 000 places en configuration internationale. L'Allianz Stadion est le quatrième plus grand stade d'Autriche, derrière le Stade Ernst-Happel, le Wörthersee Stadion et le Red Bull Arena. Le stade se trouve sur le terrain de l'ancien Stade Gerhard-Hanappi, démoli entre 2014 et 2015.
L'assureur Allianz participe au financement du projet, c'est pourquoi le complexe porte son nom.

## Histoire
Le coût de la construction est de 53 millions d'euros. On prévoit que la construction du nouveau stade soit achevé d'ici juin 2016.
Le 1er décembre 2014, a lieu la pose officielle de la première pierre.